# Új név a régi ház falán
Új név a régi ház falán – utwór węgierskiego piosenkarza Csaby Szigetiego napisany przez Ferenca Balázsa i Attilię Horvátha.
W 1995 roku utwór reprezentował Węgry w 40. Konkursie Piosenki Eurowizji organizowanym w Dublinie. 13 maja został zaśpiewany przez Szigetiego w finale widowiska i zajął w nim przedostatnie, dwudzieste drugie miejsce po zdobyciu zaledwie trzech punktów od jurorów (tj. dwóch punktów z Rosji i jednego z Hiszpanii).